# 艾特沃特 (伊利諾伊州)
艾特沃特（英語：Atwater）是位於美國伊利諾伊州馬庫平縣的一個非建制地區。該地的面積和人口皆未知。

## 地理
艾特沃特的座標為39°19′58″N 89°43′30″W / 39.33278°N 89.72500°W，而該地的平均海拔高度為193米（即633英尺）。